# Kono Mune no Tokimeki wo
Singles de Erina Mano
Sekai wa Summer Party
(2009) Love & Peace = Paradise
(2009)
Kono Mune no Tokimeki wo (この胸のときめきを) est le 4e single "major" (et 7e single au total) de la chanteuse japonaise Erina Mano (真野恵里菜), sorti en 2009.

## Présentation
Le single est sorti le 30 septembre 2009 au Japon sous le label hachama, dans le cadre du Hello! Project. Il atteint la 7e place du classement Oricon, et reste classé pendant 3 semaines, pour un total de 16 568 exemplaires vendus durant cette période. Il sort également dans trois éditions limitées avec des pochettes différentes, notées "A" et "B" avec en supplément un DVD, et "C". Le single sort aussi au format "single V" (DVD) une semaine après.
Les deux chansons du single sont écrites par Yoshiko Miura (三浦徳子), composées cette fois par Toshiaki Hatakeyama (alias Hatake), et produites par Taisei. Seule la chanson-titre figurera sur l'album Friends qui sortira en fin d'année. Elle sert de thème de fin à la série anime Kitties Paradise. Les quatre membres du groupe S/mileage accompagnent la chanteuse comme danseuses dans le clip vidéo de la chanson et lors de certaines interprétations scéniques.

## Liste des titres
Single CD
1. Kono Mune no Tokimeki wo  (この胸のときめきを?)  – 03:57
2. Happy Birthday Mama  (ハッピーバースディ・ママ?) – 03:22
3. Kono Mune no Tokimeki wo (Instrumental) (この胸のときめきを…?) – 03:52

DVD de l'édition limitée "A"
1. Kono Mune no Tokimeki wo (Piano Ver.)  (この胸のときめきを…?)

DVD de l'édition limitée "B"
1. Kono Mune no Tokimeki wo (Dance Shot Ver.)  (この胸のときめきを…?)

Single V (DVD)
1. Kono Mune no Tokimeki wo  (この胸のときめきを?)
2. Kono Mune no Tokimeki wo (Close-up Ver.)  (この胸のときめきを…?)
3. Making of (メイキング映像?)